# Vetiplanaxis
Vetiplanaxis là một chi rêu trong họ Rhizogoniaceae.